# کانون وکلای آلمان

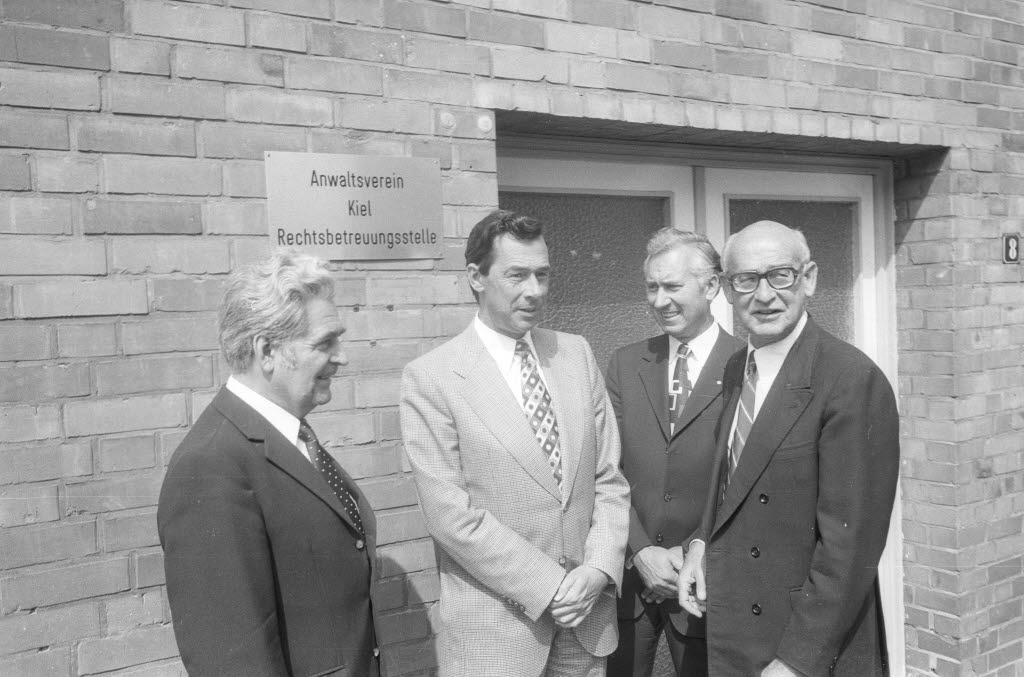
کانون داوطلبانه وکلای آلمانی

کانون وکلای آلمان (آلمانی: Deutscher Anwaltverein - DAV) یک انجمن داوطلبانه وکلای آلمانی و آلمانی زبان است. این سازمان به دنبال حفاظت و ارتقاء منافع حرفه ای و اقتصادی وکلا، به ویژه با ترویج اجرای عادلانه عدالت و قانون، آموزش بیشتر، تشویق همبستگی حرفه ای و روحیه علمی در بین وکلا است.
کانون وکلا در آلمان تأکید زیادی بر احترام به حقوق بشر و حکومت قانون دارد. علاوه بر این، برابری جنسیتی را ارتقا می‌بخشد.

## ساختار و سازمان
کانون وکلای آلمان نماینده حرفه حقوقی آلمان است و هدف آن متحد کردن ۱۶۰٬۰۰۰ وکیل در آلمان و وکلای آلمانی در خارج از کشور است. در حال حاضر ۶۶۰۰۰ عضو جداگانه، در ۲۵۹ کانون وکلا محلی، که ۱۳ مرکز آنها در خارج از آلمان مستقر هستند (برزیل، فرانسه (۲)، یونان، ایتالیا، هلند، لوکزامبورگ، لهستان، پرتغال، اسپانیا، ترکیه، اوکراین و انگلیس مستقر هستند).

## انتشارات
کانون وکلای آلمان ژورنال ماهانه Anwaltsblatt را برای وکلا منتشر می‌کند که به شدت بر روی حکومت قانون تمرکز دارد. Anwaltsblatt مرتباً به سؤالاتی در رابطه با مالیات و بدهی پرداخته و بررسی‌های در زمینه هزینه‌ها و قانون آئین‌نامه حرفه ای منتشر می‌کند.

## عضویت
کانون وکلای آلمان عضو سازمانهای بین‌المللی زیر می‌باشد: کانون وکلای دادگستری آمریکا (ABA)، انجمن وکلای شرکت اروپایی (CCBE)، کانون وکلای شرکتهای اروپایی (ECLA)، انجمن بین‌المللی وکلا جوان (AIJA)، کانون وکلا بین‌المللی (IBA)، وکلا بین‌المللی جنایی (ICB)، اتحادیه بین‌المللی وکلا (UIA).